# Raton Pass
Der Raton Pass (2.350 m über dem Meeresspiegel) ist ein Übergang in Nord-Süd-Richtung zwischen den US-Bundesstaaten Colorado und New Mexico durch die Vorberge der Rocky Mountains. Über ihn verläuft der Interstate-Highway 25 von Denver, Colorado nach Santa Fe, New Mexico und weiter nach Albuquerque. Seit 19. Dezember 1960 ist der Pass als National Historic Landmark ausgewiesen. Im Oktober 1966 erfolgte die Aufnahme als Stätte in das National Register of Historic Places.
Im 19. Jahrhundert verlief eine Route des Santa Fe Trails, der ersten Handelsroute zwischen den Vereinigten Staaten und dem damals noch mexikanischen Südwesten, über den Pass. Im Zuge der fortschreitenden Besiedelung des Westens wurde er Teil der wichtigsten Verbindung am Ostrand der Rockies. 1878 war der Pass der Schauplatz eines Wirtschaftskriegs zwischen der Atchison, Topeka and Santa Fe Railway (ATSF) und der kleineren Denver and Rio Grande Western Railroad (DRGW) über das Recht, den Übergang zu nutzen. Als ATSF eine Bande Revolverhelden anheuerte und gleichzeitig DRGW das Geld ausging, setzte ATSF sich durch.
Weil die Steigungen am Raton Pass mit bis zu 3,5 % besonders hoch waren, verlängerte die Gesellschaft bis 1908 das Streckennetz der 1883 angekauften Gulf, Colorado and Santa Fe Railway von Amarillo, Texas zur ATSF-Hauptstrecke im Tal des Rio Grande und umging so den Raton Pass für Züge aus dem Osten. 1930 schaffte ATSF für die Nord-Süd-Verbindung über den Pass besonders leistungsfähige Lokomotiven der Bauart Texas an.